# ProvideX
ProvideX is een programmeertaal en ontwikkelomgeving voortgekomen uit Business Basic (een op de bedrijfsvoering georiënteerde afgeleide van BASIC).
ProvideX is beschikbaar  voor Unix, Linux, Windows en Mac OS X en bevat niet alleen een programmeeromgeving maar ook een bestandssysteem, grafische omgeving en andere componenten. De taal is primair ontworpen voor het ontwikkelen van zakelijke applicaties. Er zijn talrijke bedrijven die de technologie gebruiken als basis voor hun bedrijfsvoering in branches als distributie, groothandel, infrastructuur, vastgoedbeheer, zorg, transport en dergelijke.
Hoewel ProvideX oorspronkelijk vooral in Noord-Amerika werd gebruikt zijn er nu ontwikkelaars over de hele wereld die van ProvideX gebruikmaken.
Gedurende de ontwikkelingen in de ICT heeft ProvideX steeds nieuwe functionaliteit toegevoegd als een grafische interface, client-server mogelijkheden, toegang tot externe databases en objectgeoriënteerd programmeren. Applicaties in ProvideX blijven functioneren ondanks de veranderingen in de wereld van de technologie.